# Abdi İpekçi Arena
Abdi İpekçi Arena is een stadion gelegen in de Turkse stad Istanboel. Het werd geopend in 1986 en is vernoemd naar de Turkse journalist Abdi İpekçi. Het stadion heeft een capaciteit van 12.500. Er worden nationale en internationale sportevenementen gehouden, zoals het Europees kampioenschap volleybal voor mannen in 2009 en de wereldkampioenschappen basketbal voor mannen in 2010 en vrouwen in 2014. De Abdi İpekçi Arena heeft een parkeerplaats voor 1500 auto's. In 2004 werd hier het Eurovisiesongfestival gehouden.

## Optredens

### Evenementen
- 1992 EuroLeague Men
- 1995 Saporta Cup
- 1996  FIBA EuroStars
- 1997 Girl Power! Live in Istanbul
- 2001 Exciter Tour en Eurobasket mannen 2001
- 2004 Eurovisiesongfestival 2004
- 2009 Europese kampioenschappen kortebaanzwemmen 2009 en Europees kampioenschap volleybal mannen 2009
- 2010 Wereldkampioenschap basketbal mannen 2010
- 2011 Europese kampioenschappen judo 2011 en WWE SmackDown
- 2012 EuroLeague Women
- 2014 Wereldkampioenschap basketbal vrouwen 2014

### Concerten
- 1997 Spice Girls
- 2001 Depeche Mode
- 2005  Phil Collins
- 2007 Enrique Iglesias